# Moftul român
«Moftul român» («Румынский мотив») — румынский литературно-художественный сатирический журнал.

## История
Журнал был создан в январе 1893 года румынским писателем и драматургом Ионом Лукой Караджиале — после того, как в конце 1889 года он ушёл из журналистики. 

С 11-го номера журнал стал иллюстрированным — там начали печататься карикатуры. 

Среди сотрудников этого периодического издания были румынский публицист и писатель Димитрие Телеор, прозаик и журналист Эмиль Гырляну, прозаик Иоан Александру Брэтеску-Войнешть, журналист Александру Казабан. 

С небольшими перерывами журнал выходил до 1902 года. 

Выход журнала возобновился 10 октября 2010 года (главный редактор — писатель и публицист Мирон Манега).